# Giovanni Andrea Sirani
Giovanni Andrea Sirani (* 4. September 1610 in Bologna; † 21. Mai 1670 ebenda) war ein italienischer Maler.  Sirani zählt zu den bedeutendsten Malern des italienischen Seicento. 

## Leben

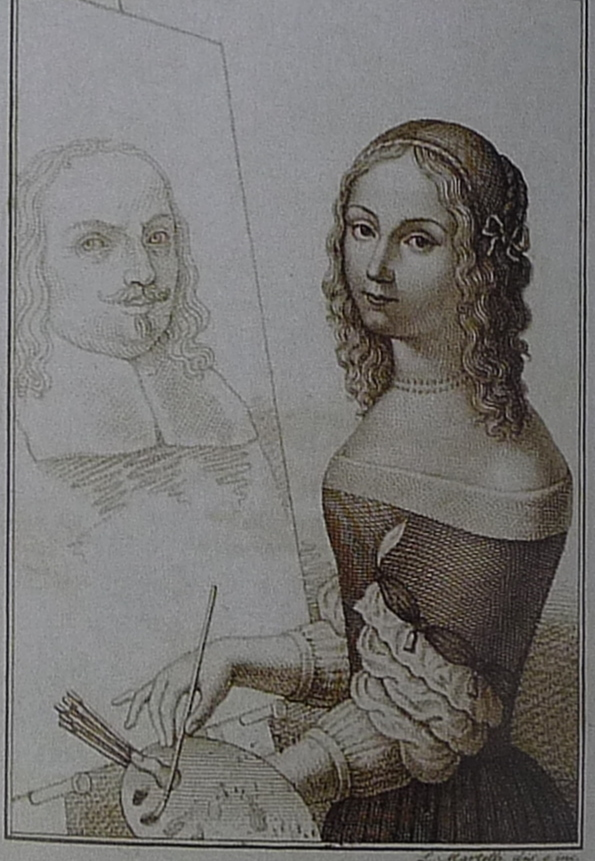
Elisabetta Sirani malt ihren Vater Giovan Andrea Sirani

Sirani war Schüler von Giacomo Cavedone, sowie Schüler und Mitarbeiter Guido Renis (1575–1642). Er malte in deren Art eine Anzahl von Altarbildern für Kirchen, vor allem in seiner Heimatstadt Bologna, unter denen das „Gastmahl im Haus des Pharisäers“ in der Kartause, die „Darstellung im Tempel“ (heute in der Pinakothek zu Bologna) und die „Himmelfahrt Christi“ im Borgo Panicale hervorzuheben sind. Sirani war ein Vertreter des Akademismus. 
Nach dem Tode Renis gründete Giovanni Sirani seine eigne Schule, in der seine Tochter Elisabetta Sirani seine Meisterschülerin war. Seine letzten Arbeiten zeigen Einflüsse der Venezianischen Schule wie der Maler Francesco Gessi und Simone Cantarini.
Er starb 1670, fünf Jahre nach dem frühen Tod seiner Tochter.

## Werke (Auswahl)
- Jesus im Tempel (Beschneidung Jesu) im Oratorio dei Preti
- die „Jungfrau Maria“ in der Kirche San Giorgio
- Kreuzigung in der Kirche San Benedetto, Bologna
- Das Letzte Abendmahl in der Kirche San Girolamo della Certosa, Bologna
- Carità Romana, Ol auf Ln,
- Bacchus und Ariadne, Öl auf Ln,
- David mit dem Haupt des Goliath, Öl auf Ln
- Salome mit dem Haupt Johannes de Täufers, Tondo, Öl auf Ln, Belton House, Grantham, Lincolnshire, England